# Cincinnati Open 2024
Cincinnati Open 2024, známý pod názvem Cincinnati Masters 2024, byl společný tenisový turnaj na profesionálních okruzích mužů ATP Tour a žen WTA Tour, hraný v Lindnerově rodinném tenisovém centru na otevřených dvorcích s tvrdým povrchem Laykold. Stý dvacátý třetí ročník mužského a devadesátý šestý ženského Cincinnati Masters probíhal mezi 12. a 19. srpnem 2024 v ohijském Masonu přibližně 35 kilometrů od centra Cincinnati.
Název turnaje se vrátil k původnímu jménu z roku 1899 Cincinnati Open, když se vlastníci turnaje dohodli s titulárním partnerem, cincinnatskou finanční skupinou Western & Southern Financial Group, na ukončení spolupráce trvající od roku 2002. Hlavním důvodem se stalo rozšíření turnaje v roce 2025.
Mužská polovina dotovaná 7 909 303 americkými dolary se řadila do kategorie okruhu ATP Masters 1000. Ženská část s rozpočtem 3 211 715 dolarů patřila do kategorie WTA 1000. Turnaj představoval součást severoamerické US Open Series v jejím pátém týdnu. Nejvýše nasazenými singlisty se staly světové jedničky, Ital Jannik Sinner a Polka Iga Świąteková. Jako poslední přímí účastníci do dvouher nastoupili 47. hráč žebříčku Miomir Kecmanović ze Srbska a 41. žena klasifikace Anastasija Potapovová. V důsledku invaze Ruska na Ukrajinu na konci února 2022 řídící organizace tenisu ATP, WTA a ITF s grandslamy rozhodly, že ruští a běloruští tenisté mohli dále na okruzích startovat, ale do odvolání nikoli pod vlajkami Ruska a Běloruska.
Patnáctý singlový titul na okruhu ATP Tour, a třetí v kategorii Masters, vybojoval 23letý Jannik Sinner, který si upevnil vedení na žebříčku ATP. Obdobně patnáctou trofej z dvouhry okruhu WTA Tour vyhrála 26letá světová trojka Aryna Sabalenková, pro niž to byl šestý triumf v úrovni WTA 1000. Mužský debl ovládli Salvadorec Marcelo Arévalo s Chorvatem Matem Pavićem. Jako pár získali čtvrtou společnou trofej. V ženské čtyřhře zvítězily Američanka Asia Muhammadová s Novozélanďankou Erin Routliffeovou. V roli spoluhráček si připsaly první párovou trofej.

## Rozdělení bodů a finančních odměn

### Rozdělení bodů
| Soutěž       | Soutěž        | vítězové | finalisté | semifinalisté | čtvrtfinalisté | 16 v kole | 32 v kole | 56 v kole | Q  | Q2 | Q1 |
| ------------ | ------------- | -------- | --------- | ------------- | -------------- | --------- | --------- | --------- | -- | -- | -- |
| dvouhra mužů | [ 6 ]         | 1000     | 650       | 400           | 200            | 100       | 50        | 10        | 30 | 16 | 0  |
| čtyřhra mužů | [ 13 ] [ 14 ] | 1000     | 600       | 360           | 180            | 90        | 0         | —         | —  | —  | —  |
| dvouhra žen  | [ 5 ] [ 15 ]  | 1000     | 650       | 390           | 215            | 120       | 65        | 10        | 30 | 20 | 2  |
| čtyřhra žen  | [ 16 ]        | 1000     | 650       | 390           | 215            | 120       | 10        | —         | —  | —  | —  |

### Finanční odměny
| Soutěž                                  | Soutěž       | vítězové    | finalisté | semifinalisté | čtvrtfinalisté | 16 v kole | 32 v kole | 56 v kole | Q2       | Q1      |
| --------------------------------------- | ------------ | ----------- | --------- | ------------- | -------------- | --------- | --------- | --------- | -------- | ------- |
| dvouhra mužů                            | [ 6 ] [ 17 ] | 1 049 460 $ | 573 090 $ | 313 395 $     | 170 940 $      | 91 435 $  | 49 030 $  | 27 165 $  | 13 915 $ | 7 290 $ |
| čtyřhra mužů                            | [ 6 ] [ 14 ] | 322 000 $   | 174 920 $ | 96 090 $      | 53 010 $       | 29 140 $  | 15 910 $  | —         | —        | —       |
| dvouhra žen                             | [ 5 ] [ 15 ] | 523 485 $   | 308 320 $ | 158 944 $     | 72 965 $       | 36 454 $  | 20 650 $  | 14 800 $  | 8 800 $  | 4 610 $ |
| čtyřhra žen                             | [ 16 ]       | 154 160 $   | 86 710 $  | 46 570 $      | 24 090 $       | 13 650 $  | 9 100 $   | —         | —        | —       |
| částky ve čtyřhrách jsou uvedena na pár |              |             |           |               |                |           |           |           |          |         |

## Mužská dvouhra

### Nasazení

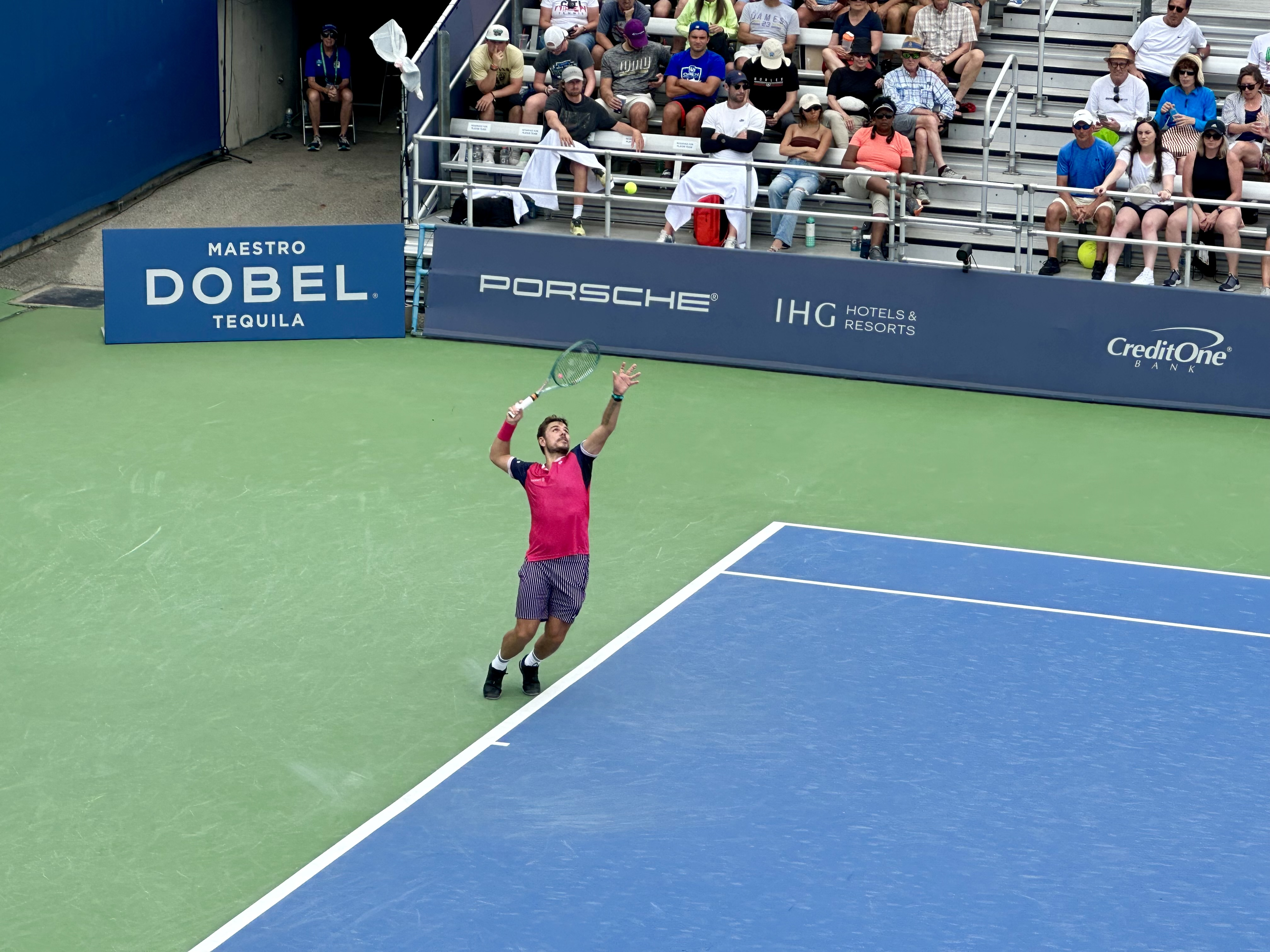
Stan Wawrinka

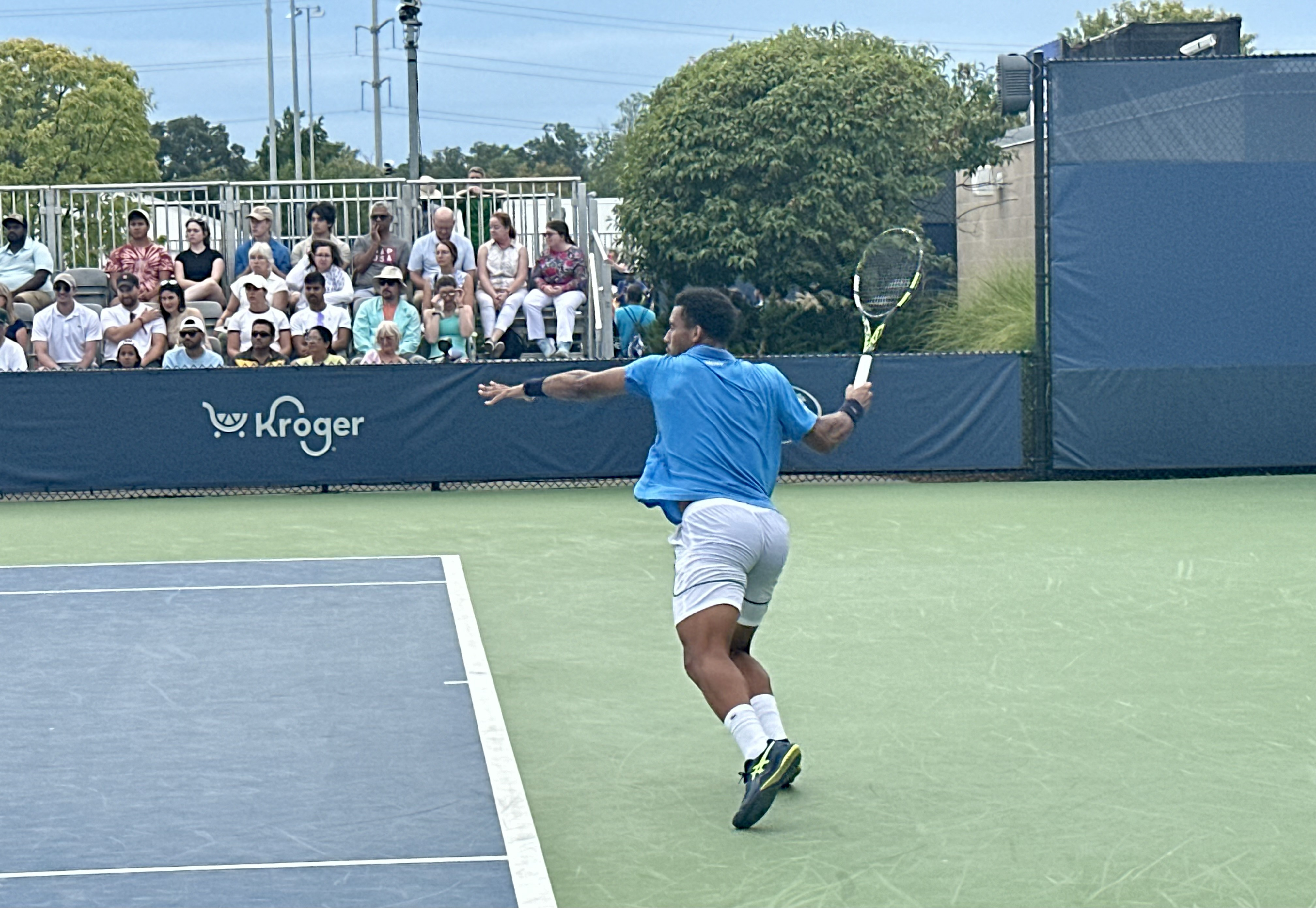
Arthur Fils

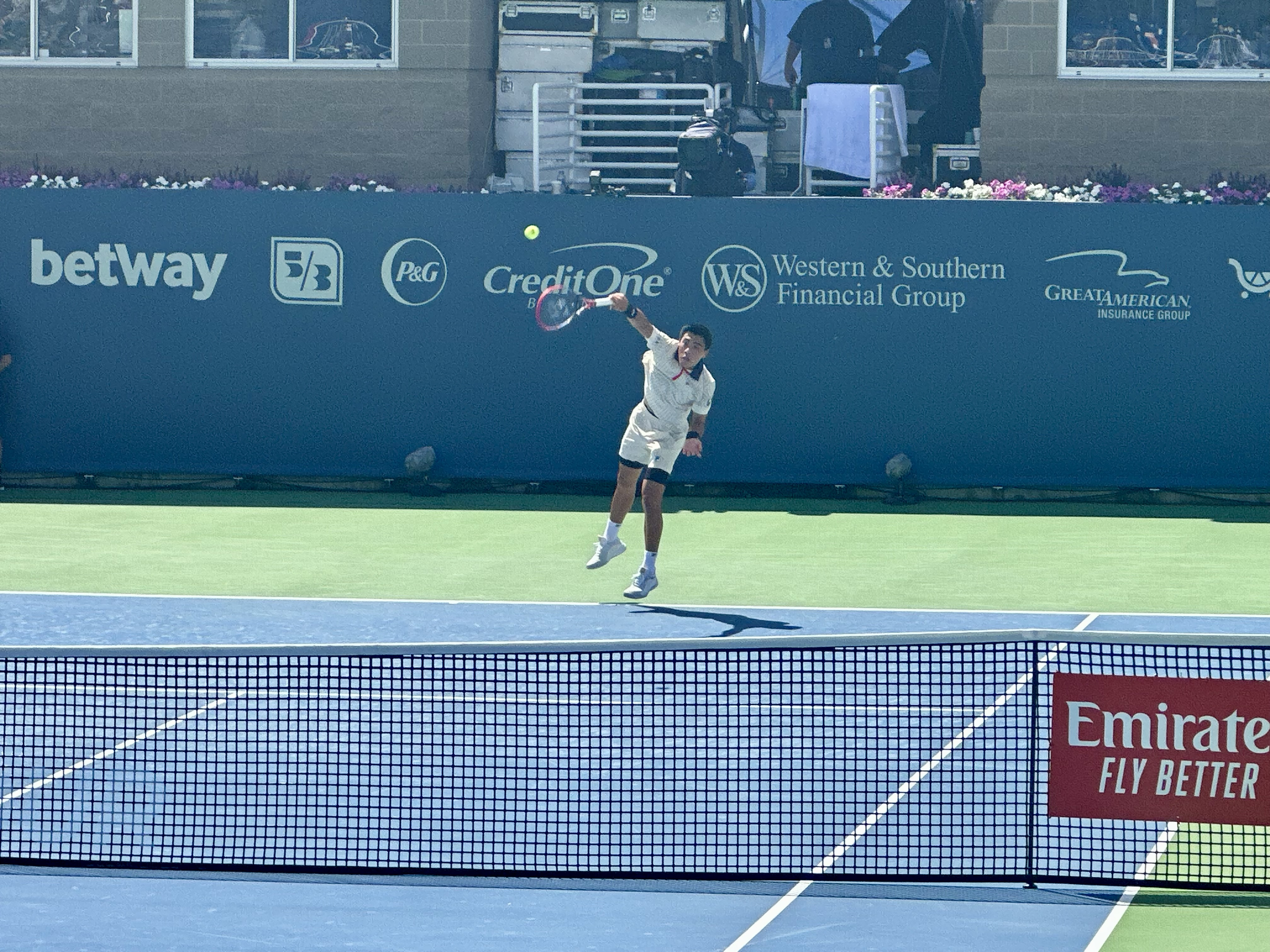
Brandon Nakashima

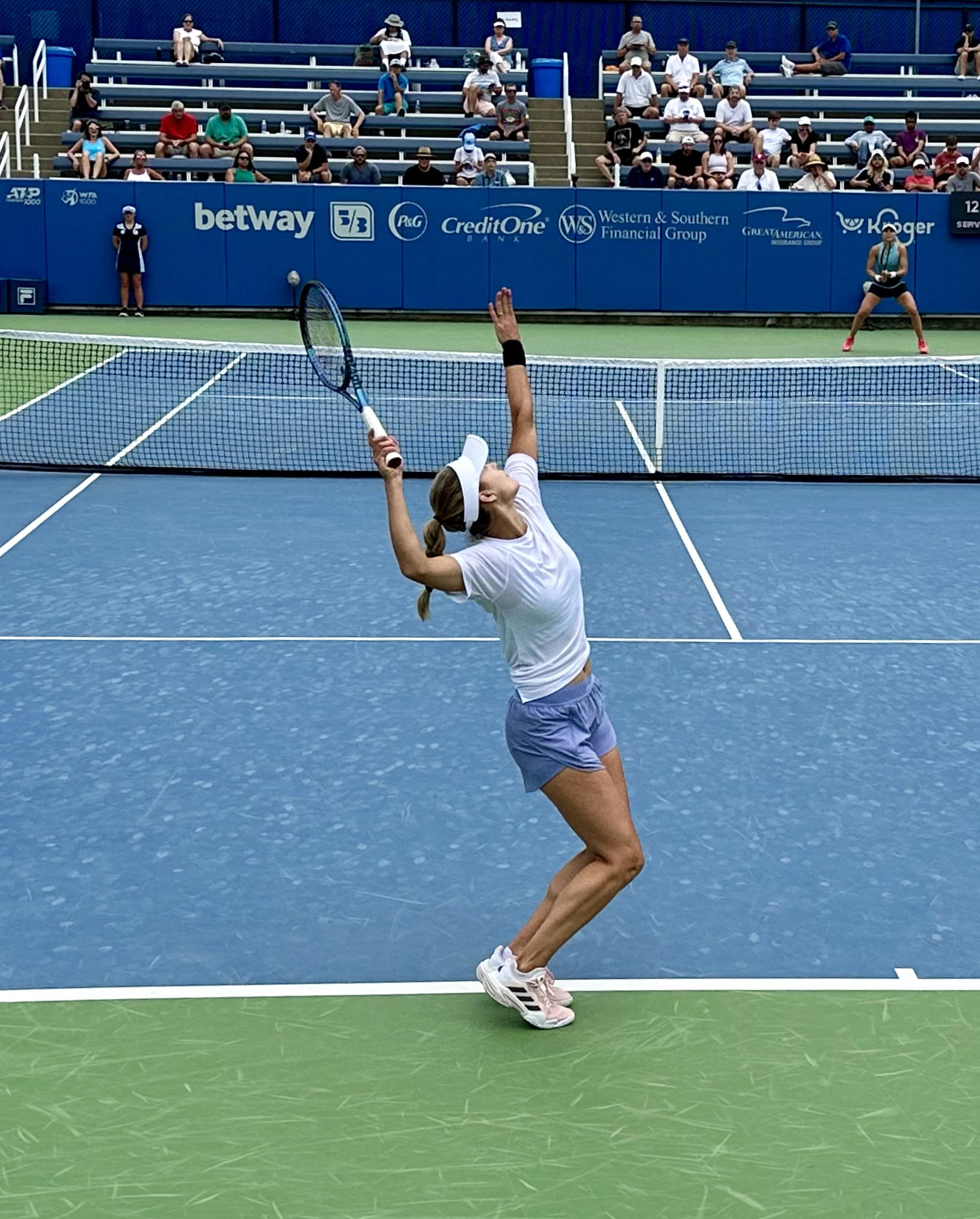
Anna Kalinská

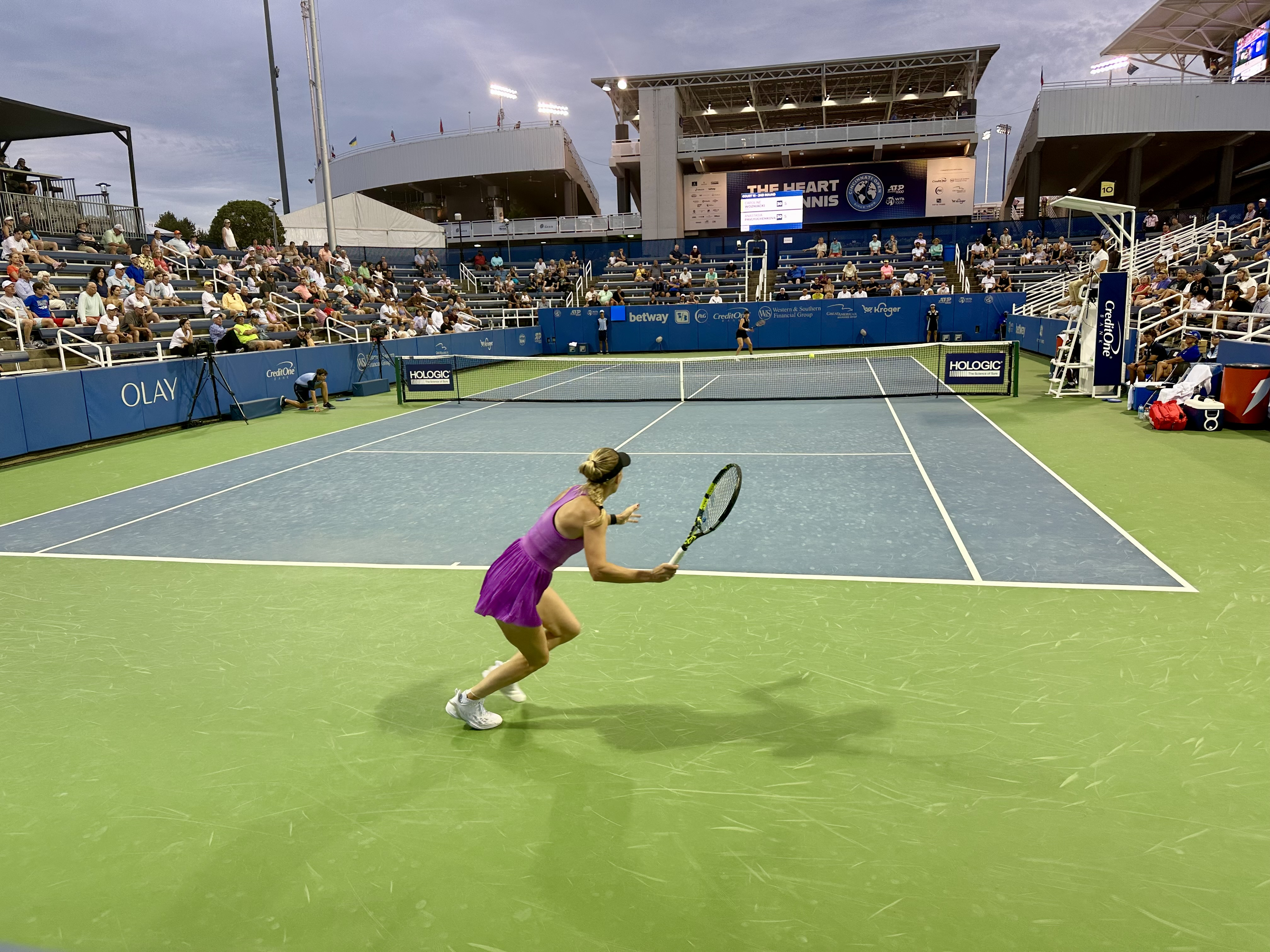
Caroline Wozniacká

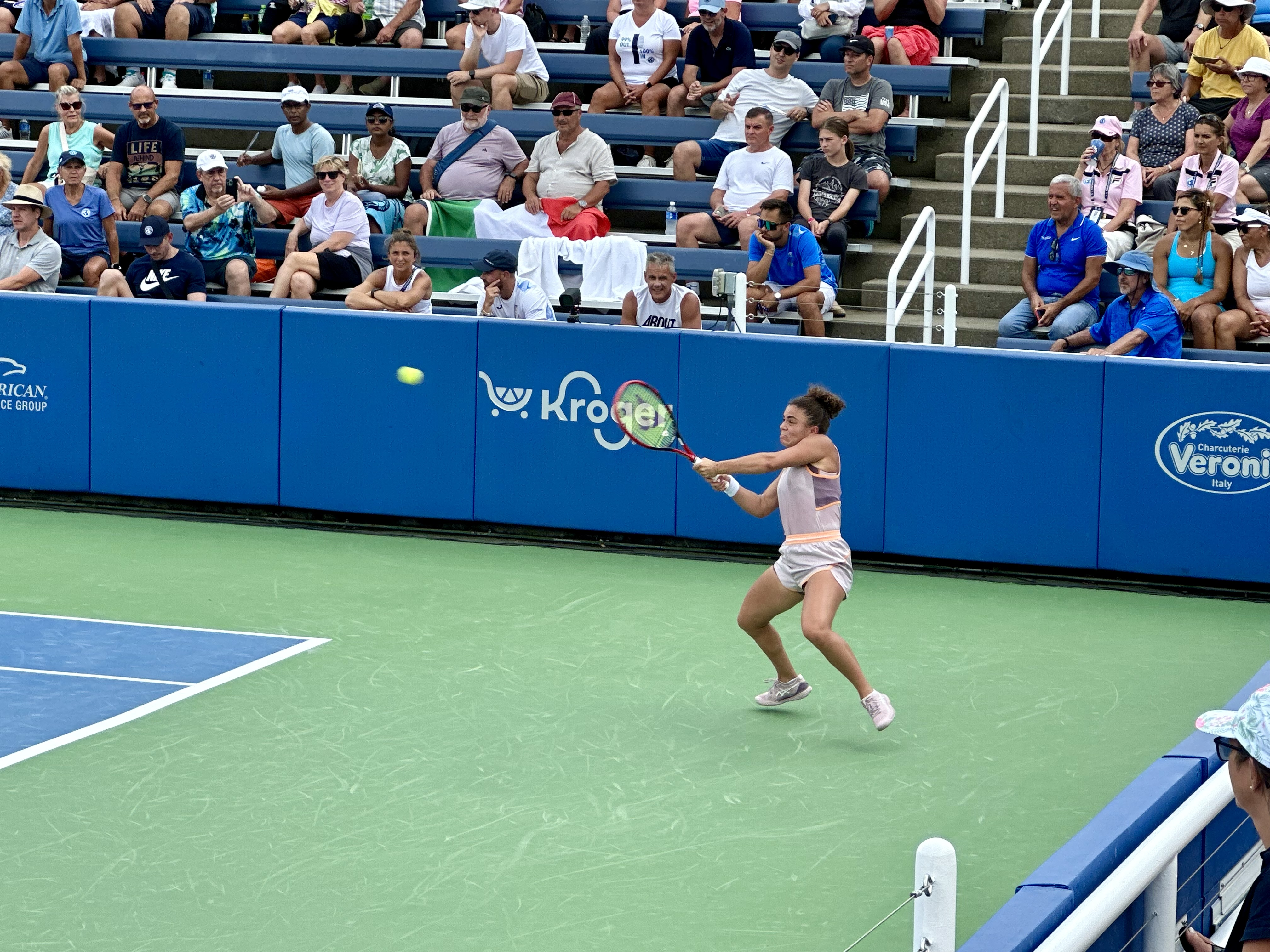
Jasmine Paoliniová

| Stát                          | Hráč               | ATP | Nasazení |
| ----------------------------- | ------------------ | --- | -------- |
| Itálie                        | Jannik Sinner      | 1.  | 1.       |
| Španělsko                     | Carlos Alcaraz     | 3.  | 2.       |
| Německo                       | Alexander Zverev   | 4.  | 3.       |
|                               | Daniil Medveděv    | 5.  | 4.       |
| Polsko                        | Hubert Hurkacz     | 7.  | 5.       |
|                               | Andrej Rubljov     | 6.  | 6.       |
| Norsko                        | Casper Ruud        | 8.  | 7.       |
| Bulharsko                     | Grigor Dimitrov    | 9.  | 8.       |
| Řecko                         | Stefanos Tsitsipas | 11. | 9.       |
| USA                           | Tommy Paul         | 13. | 10.      |
| USA                           | Taylor Fritz       | 12. | 11.      |
| USA                           | Ben Shelton        | 14. | 12.      |
| Francie                       | Ugo Humbert        | 17. | 13.      |
| Itálie                        | Lorenzo Musetti    | 18. | 14.      |
| Dánsko                        | Holger Rune        | 16. | 15.      |
| USA                           | Sebastian Korda    | 15. | 16.      |
| Žebříček ATP k 12. srpnu 2024 |                    |     |          |

### Jiné formy účasti

#### Divoké karty
- Matteo Berrettini
- Brandon Nakashima
- Reilly Opelka
- Max Purcell

#### Žebříčková ochrana
- Pablo Carreño Busta

#### Kvalifikanti
Podrobnější informace naleznete v článkové sekci Kvalifikace.
- Nuno Borges
- Aleksandar Kovacevic
- Jošihito Nišioka
- Brandon Holt
- Alex Michelsen
- Jaume Munar
- Corentin Moutet

### Odhlášení
- Alexandr Bublik → nahradil jej  Fábián Marozsán
- Alex de Minaur → nahradil jej  Marcos Giron
- Novak Djoković → nahradil jej  Giovanni Mpetshi Perricard
- Cameron Norrie → nahradil jej  Miomir Kecmanović

## Mužská čtyřhra

### Nasazení
| Stát                                                                                  | Hráč              | Stát               | Hráč                   | ATP | Nasazení |
| ------------------------------------------------------------------------------------- | ----------------- | ------------------ | ---------------------- | --- | -------- |
| Španělsko                                                                             | Marcel Granollers | Argentina          | Horacio Zeballos       | 2.  | 1.       |
| Indie                                                                                 | Rohan Bopanna     | Austrálie          | Matthew Ebden          | 7.  | 2.       |
| USA                                                                                   | Rajeev Ram        | Spojené království | Joe Salisbury          | 11. | 3.       |
| Salvador                                                                              | Marcelo Arévalo   | Chorvatsko         | Mate Pavić             | 15. | 4.       |
| Itálie                                                                                | Simone Bolelli    | Itálie             | Andrea Vavassori       | 19. | 5.       |
| Mexiko                                                                                | Santiago González | Francie            | Édouard Roger-Vasselin | 26. | 6.       |
| Finsko                                                                                | Harri Heliövaara  | Spojené království | Henry Patten           | 27. | 7.       |
| Austrálie                                                                             | Max Purcell       | Austrálie          | Jordan Thompson        | 37. | 8.       |
| Žebříček ATP k 5. srpnu 2024; číslo je součtem žebříčkového postavení obou členů páru |                   |                    |                        |     |          |

### Jiné formy účasti

#### Divoké karty
- Robert Cash /  JJ Tracy
- Mackenzie McDonald /  Alex Michelsen
- Brandon Nakashima /  William Woodall

#### Náhradníci
- Julian Cash /  Robert Galloway
- Sadio Doumbia /  Adrian Mannarino

### Odhlášení
- Sadio Doumbia /  Fabien Reboul → nahradili je  Francisco Cerúndolo /  Tomás Martín Etcheverry
- Sebastian Korda /  Ben Shelton → nahradili je  Julian Cash /  Robert Galloway
- Jiří Lehečka /  Casper Ruud → nahradili je  Sadio Doumbia /  Adrian Mannarino

## Ženská dvouhra

### Nasazení
| Stát                          | Hráčka                | WTA | Nasazení |
| ----------------------------- | --------------------- | --- | -------- |
| Polsko                        | Iga Świąteková        | 1.  | 1.       |
| USA                           | Coco Gauffová         | 2.  | 2.       |
|                               | Aryna Sabalenková     | 3.  | 3.       |
| Kazachstán                    | Jelena Rybakinová     | 4.  | 4.       |
| Itálie                        | Jasmine Paoliniová    | 5.  | 5.       |
| USA                           | Jessica Pegulaová     | 6.  | 6.       |
| Čína                          | Čeng Čchin-wen        | 7.  | 7.       |
| Lotyšsko                      | Jeļena Ostapenková    | 11. | 8.       |
|                               | Darja Kasatkinová     | 12. | 9.       |
|                               | Ljudmila Samsonovová  | 17. | 10.      |
| USA                           | Emma Navarrová        | 13. | 11.      |
| Tunisko                       | Ons Džabúrová         | 16. | 12.      |
|                               | Anna Kalinská         | 15. | 13.      |
|                               | Viktoria Azarenková   | 19. | 14.      |
| Ukrajina                      | Marta Kosťuková       | 21. | 15.      |
| Chorvatsko                    | Donna Vekićová        | 22. | 16.      |
| Brazílie                      | Beatriz Haddad Maiová | 23. | 17.      |
| Žebříček WTA k 12. srpnu 2024 |                       |     |          |

### Jiné formy účasti

#### Divoké karty
- Bianca Andreescuová
- Caroline Dolehideová
- Peyton Stearnsová
- Caroline Wozniacká

#### Žebříčková ochrana
- Paula Badosová
- Ajla Tomljanovićová
- Čang Šuaj

### Zvláštní výjimka
- Amanda Anisimovová

#### Kvalifikantky
Podrobnější informace naleznete v článkové sekci Kvalifikace.
- Harriet Dartová
- Magdalena Fręchová
- Varvara Gračovová
- Ashlyn Kruegerová
- Robin Montgomeryová
- Lulu Sunová
- Taylor Townsendová
- Wang Ja-fan

#### Šťastné poražené
- Elina Avanesjanová
- Lucia Bronzettiová
- Jéssica Bouzasová Maneirová

### Odhlášení
- Amanda Anisimovová → nahradila ji  Lucia Bronzettiová
- Viktoria Azarenková → nahradila ji  Jéssica Bouzasová Maneirová
- Sorana Cîrsteaová → nahradila ji  Clara Burelová
- Danielle Collinsová → nahradila ji  Magda Linetteová
- Caroline Garciaová → nahradila ji  Anhelina Kalininová
- Ons Džabúrová → nahradila ji  Elina Avanesjanová
- Madison Keysová → nahradila ji  Čang Šuaj
- Barbora Krejčíková → nahradila ji  Marie Bouzková
- Veronika Kuděrmetovová → nahradila ji  Elisabetta Cocciarettová
- Maria Sakkariová → nahradila ji  Karolína Plíšková
- Markéta Vondroušová → nahradila ji  Viktorija Tomovová

## Ženská čtyřhra

### Nasazení
| Stát                                                                                  | Hráčka               | Stát        | Hráčka                   | WTA | Nasazení |
| ------------------------------------------------------------------------------------- | -------------------- | ----------- | ------------------------ | --- | -------- |
| Česko                                                                                 | Kateřina Siniaková   | USA         | Taylor Townsendová       | 9.  | 1.       |
| Čínská Tchaj-pej                                                                      | Sie Šu-wej           | Belgie      | Elise Mertensová         | 9.  | 2.       |
| USA                                                                                   | Asia Muhammadová     | Nový Zéland | Erin Routliffeová        | 27. | 3.       |
| Itálie                                                                                | Sara Erraniová       | Itálie      | Jasmine Paoliniová       | 31. | 4.       |
| Ukrajina                                                                              | Ljudmyla Kičenoková  | Lotyšsko    | Jeļena Ostapenková       | 31. | 5.       |
| USA                                                                                   | Caroline Dolehideová | USA         | Desirae Krawczyková      | 32. | 6.       |
| Nizozemsko                                                                            | Demi Schuursová      | Brazílie    | Luisa Stefaniová         | 40. | 7.       |
| USA                                                                                   | Sofia Keninová       | USA         | Bethanie Mattek-Sandsová | 61. | 8.       |
| Žebříček WTA k 5. srpnu 2024; číslo je součtem žebříčkového postavení obou členů páru |                      |             |                          |     |          |

### Jiné formy účasti

#### Divoké karty
- Lauren Davisová /  Robin Montgomeryová
- Magda Linetteová /  Peyton Stearnsová

#### Náhradnice
- Mojuka Učidžimová /  Wang Ja-fan
- Wang Si-jü /  Jüan Jüe

### Odhlášení
- Ulrikke Eikeriová /  Ashlyn Kruegerová → nahradily je  Mojuka Učidžimová /  Wang Ja-fan
- Lulu Sunová /  Ajla Tomljanovićová → nahradily je  Wang Si-jü /  Jüan Jüe

## Přehled finále

### Mužská dvouhra
- Jannik Sinner vs.  Frances Tiafoe 7–6(7–4), 6–2

### Ženská dvouhra
- Aryna Sabalenková vs.  Jessica Pegulaová, 6–3, 7–5

### Mužská čtyřhra
- Marcelo Arévalo /  Mate Pavić vs.  Mackenzie McDonald /  Alex Michelsen, 6–2, 6–4

### Ženská čtyřhra
- Asia Muhammadová /  Erin Routliffeová vs.  Leylah Fernandezová /  Julia Putincevová 3–6, 6–1, [10–4]